# Ludwig Dehio

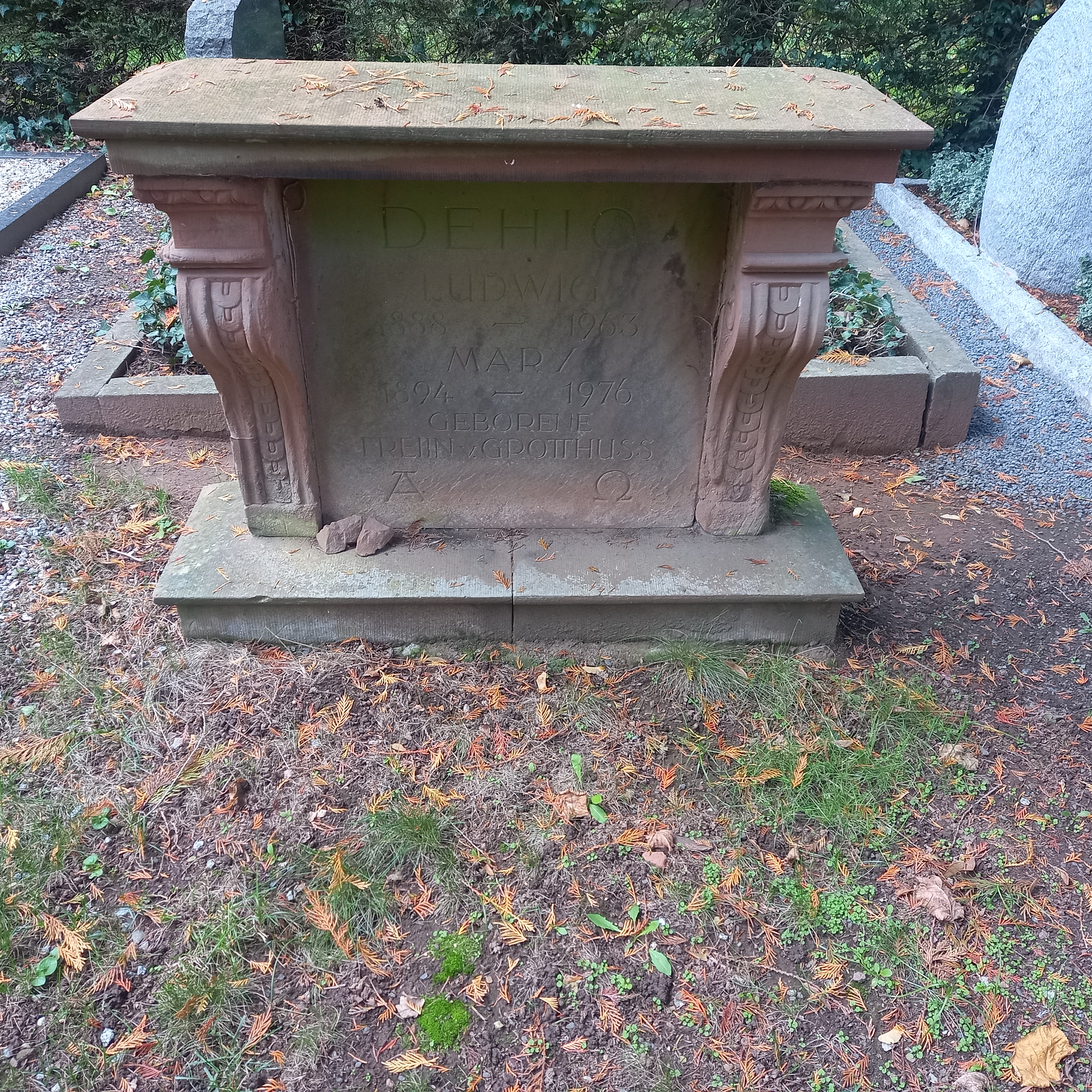
Das Grab von Ludwig Dehio und seiner Ehefrau Mary geborene Freiin von Grotthuss auf dem Hauptfriedhof Marburg

Ludwig Dehio (* 25. August 1888 in Königsberg; † 24. November 1963 in Marburg) war ein deutscher Historiker und Archivar.

## Leben
Ludwig Dehio wurde 1888 in Königsberg i. Pr. geboren. Sein Vater war der aus Reval (estn. Tallinn) stammende Kunsthistoriker Georg Dehio, der 1892 einen Ruf an die Universität Straßburg erhielt. Hier wuchs Ludwig Dehio auf, machte 1906 das Abitur und studierte anschließend Geschichte. 1913 promovierte er bei Harry Bresslau über Innozenz IV. und England zum Dr. phil.
In der Zeit der Arbeit an seiner Dissertation begann Dehio, beeinflusst von Friedrich Meinecke und Oswald Spengler, „sich mehr und mehr für übernationale kulturelle Gebilde und deren Entwicklung zu interessieren“, wodurch er später weniger das Preußentum und den scharfen Nationalismus pflegte, die er in seinem Elternhaus kennengelernt hatte.
Den Ersten Weltkrieg machte Dehio in seiner ganzen Länge als Reserveoffizier an der Westfront mit, noch Jahre lang unter den Folgen von Verwundungen leidend. Aus diesen wie auch aus finanziellen Gründen trat er nach Kriegsende, anstatt sofort eine akademische Laufbahn zu verfolgen, in den preußischen Archivdienst ein. Nach seiner Assistentenzeit arbeitete er am Staatsarchiv Berlin und später als Staatsarchivrat am Preußischen Geheimen Staatsarchiv in Berlin. Mit der Weimarer Republik begannen so „drei Jahrzehnte relativer und während der Hitler-Zeit schließlich völliger Zurückgezogenheit im Preußischen Archivdienst“.
Nach 1933 wurde Dehio die Ariergesetzgebung zum Verhängnis, da er als Enkel des bekannten Altphilologen Ludwig Friedländer als „Vierteljude“ eingestuft wurde. Sein wohlwollender Vorgesetzter versetzte ihn in eine abgelegene Stellung im Brandenburg-Preußischen Hausarchiv in Charlottenburg. Öffentliche Tätigkeiten und Publikationen waren ihm verwehrt. 1946 wurde Dehio Direktor des Staatsarchivs Marburg (bis 1954), wohin er noch vor Ende des Zweiten Weltkriegs versetzt worden war. Politisch unbelastet und aus den Gedanken während des zwölfjährigen „Schweigens“ schöpfend, konnte er nun mit einer eigenen Deutung der jüngsten Geschichte hervortreten.
Ab diesem Zeitpunkt gewann Dehios Karriere als Historiker größere Bedeutung: Obwohl er stets als „Außenseiter der Zunft“ (Winfried Schulze) galt, stand er plötzlich im Zentrum der deutschen Historiker, als er noch 1946 die Herausgeberschaft der Historischen Zeitschrift (bis 1956) übernehmen konnte, da sich der frühere Herausgeber Friedrich Meinecke für ihn eingesetzt hatte. Mit der Aufgabe, die Historische Zeitschrift, deren erste Nachkriegs-Ausgabe 1949 erschien, zu leiten, hatte er eine Schlüsselposition der deutschen Geschichtswissenschaft inne. Er erhielt sogar einen Ruf an die Universität Marburg auf den Lehrstuhl des durch sein Entnazifizierungs-Verfahren belasteten Wilhelm Mommsen, den er jedoch mit dem Hinweis ablehnte, nicht als „nichtarischer Konjunkturritter“ gelten zu wollen. Stattdessen wurde er am 30. September 1946 Honorarprofessor für mittlere und neuere Geschichte in Marburg und betrieb dort die Gründung der Archivschule, deren erster Direktor er von 1950 bis 1954 war. 1953 wurde er zum korrespondierenden Mitglied der Göttinger Akademie der Wissenschaften gewählt.
Ludwig Dehio starb nach langer Krankheit im Alter von 75 Jahren am 24. November 1963 in Marburg.

## Leistungen
Ludwig Dehio gehörte in den 1920er und 1930er Jahren mit seiner gemäßigt national-konservativen Orientierung zum Mainstream der deutschen Geschichtsschreibung dieser Zeit. Er befasste sich vornehmlich mit preußisch-deutscher Geschichte im 19. Jahrhundert.
Die Stigmatisierung als „Vierteljude“ zur Zeit der NS-Herrschaft, die weitere Veröffentlichungen verhinderte, stellt einen Bruch in Dehios wissenschaftlichem Werk dar. Mit seinem vielbeachteten Hauptwerk „Gleichgewicht und Hegemonie. Betrachtungen über ein Grundproblem der neueren Staatengeschichte“ (1948) prägte er seine Position im Nachkriegsdeutschland. Seine wichtigsten Aufsätze dieser Ära veröffentlichte er gesammelt 1955 unter dem Titel „Deutschland und die Weltpolitik im 20. Jahrhundert“. Das Nachrichtenmagazin Der Spiegel reagierte 1956 mit einer Kontroverse über die Frage der deutschen Wiedervereinigung auf dieses Buch.
Nach Ende des Nationalsozialismus nahm Dehio eine Art Außenseiterposition ein, die auf seiner Interpretation deutscher Geschichte gründete. Während seine Zeitgenossen weithin das „Dritte Reich“ als einen „Betriebsunfall“ der Geschichte betrachten wollten, betonte Dehio in seinen Arbeiten die Kontinuität zwischen preußisch-deutschem und nationalsozialistischem Streben nach Hegemonie in Europa. Diese Hegemoniebestrebungen wiederum stellte er in eine Reihe mit den neuzeitlichen kontinentaleuropäischen Hegemoniebestrebungen, die alle auch an den erfolgreichen Eindämmungsversuchen der „Flügelmächte“ scheiterten: „Karl V., Philipp II., Ludwig XIV., Napoleon I., Wilhelm II. und Hitler“ verkörperten diese Versuche, die Vorherrschaft über Europa zu erlangen. Daraus leitete er ab, es sei „ein Grundgesetz, daß die Außenräume im Westen wie Osten, direkt oder indirekt als Gegengewichte gegen die Zusammenfassung der Mitte wirken“. Dabei verändere sich das Zentrum der Hegemoniebestrebungen (Habsburgerreich, Spanien, Frankreich, Deutschland) und die gemeinsam mit dem technologischen Fortschritt sich wandelnden Mittel. Nach dem Zusammenbruch 1945 habe sich das Grundprinzip aber zugunsten eines Kampfes zweier Supermächte außerhalb Europas aufgehoben.

„Und da ihn die beiden deutschen „Katastrophen“ immer am meisten beschäftigten, gehören die Interpretationen, die er über Deutschlands Anläufe zur Hegemonie und deren Blockierung durch die Flügelmächte geliefert hat, zu den besten, die wir bis heute besitzen.“

Dehios Kritik an der vergangenen deutschen Weltmachtpolitik machte auch vor dem Anteil der Eliten daran nicht Halt. Er forderte eine universalgeschichtliche und übernationale Betrachtung der Geschichte anstelle der traditionellen auf den Nationalstaat orientierten Herangehensweise. Die große Mehrheit der Historikerzunft stand in scharfem Gegensatz zu diesen Positionen, so dass ein erbitterter Streit mit dem zweiten prägenden Kopf der westdeutschen Nachkriegs-Geschichtswissenschaft, Gerhard Ritter, entbrannte.

„Mit seiner kritischen Sicht auf den deutschen Imperialismus und Militarismus im 20. Jahrhundert nahm Dehio Thesen vorweg, die später von Fritz Fischer empirisch untermauert und weiter verschärft wurden und in die sogenannte Fischer-Kontroverse Anfang der sechziger Jahre mündeten.“

Dehios Rezeption im Ausland verlief deutlich wohlwollender als unter den überwiegend national-konservativen Historikern im Nachkriegsdeutschland. Das beeinträchtigte nicht Einfluss und Ansehen, das er jenseits der Fachhistoriker genoss. So schrieb etwa Hans Kudszus 1958 im Tagesspiegel:

„Es gehört zu den größten Verdiensten Dehios als Historiker, daß er jene Frage mit ungewöhnlicher gedanklicher Intensität in einer neuen und kühnen Geschichtsauffassung behandelte, die Rankes zeitgebundenes und in kontinentalem Denken befangenes Geschichtsbild zwar als Ausgangspunkt übernahm, es aber durch den neuen Sinn für die Bedeutung Rußlands und der wachsenden angelsächsischen Seeherrschaft erweiterte und korrigierte; und das mit den Hilfsmitteln nüchterner historischer Forschung, die vielleicht geistreiche, aber sachlich nicht ausweisbare Aperçus und phantasievolle Konstruktionen ausschließt.“

Auf methodischem Gebiet blieb Dehio dem Historismus allerdings ebenso verbunden wie der traditionellen Diplomatie- und Politikgeschichte. „Denn letztlich reduziert er diese [Macht-]Politik auf ein mit einer dämonischen Qualität behaftetes Machtstreben.“ So sei das „Dritte Reich“ die „höchstdämonisierte Hegemonialmacht“, Hitler der dazugehörige „leibliche Dämon“ und das „satanische Genie“. Für die Ursachen, mit denen man die von ihm beschriebenen Phänomene erklären kann, hat er jedoch höchstens Ansätze gefunden. Dennoch konnte er durch sein Werk den Paradigmenwechsel in der deutschen Geschichtswissenschaft vorbereiten, der in den 1960er und 1970er Jahren von der nachwachsenden Historikergeneration betrieben wurde. Dazu gehörte auch seine Auffassung von der Aufgabe der Geschichtswissenschaft: „Da der Mensch auf die Vergangenheit zurückblicke, um sich auf das Kommende vorzubereiten, forderte er selber eine Historia activa, eine Geschichtswissenschaft mit politischem Engagement.“
Als Herausgeber der Historischen Zeitschrift war Dehio für den Aufsatzteil zuständig, den Besprechungsteil übernahm bald der bereits früher für die HZ tätige Walther Kienast. Dehio bemühte sich, das in der Zeit des Nationalsozialismus gesunkene Ansehen der HZ im In- und Ausland wiederherzustellen, und legte dazu Wert darauf, Beiträge von namhaften Historikern in der HZ zu platzieren.

## Kritik
Die Ausrichtung der Dehioschen politisch aktiven Geschichtswissenschaft deutete sich in seinen Kontinuitätsvorstellungen des europäischen Hegemonialkampfes bereits an. Die Freiheit beschreibt er stets als auf der Seite der Flügelmächte stehend, die sich „gegen die alle Kultur tötenden Vernichtungs- und Nivellierungstendenzen der kontinentalen Hegemonialmächte“ lediglich zur Wehr setzen mussten. Mit Dehios Bruch von 1945 habe Amerika, das schon zuvor die abendländische Kultur mit verteidigt habe, die Aufgabe angenommen, nun die Hegemonialbestrebungen der zur Supermacht aufgestiegenen Sowjetunion einzudämmen. Das geläuterte Deutschland, so die politische Forderung seiner gesammelten Aufsätze, müsse auf der Seite des Westens unter der Führung der USA gegen die „rote Sintflut“ antreten. Damit ist Dehio „mehr als der verdiente Historiker […]; er ist der Historiker des Kalten Krieges überhaupt“. Zwar wollte Dehio nicht, wie sein Opponent Gerhard Ritter, die patriotischen Gefühle der Deutschen wiedererwecken: „Vielmehr galt es ihm, die Kräfte einer supranational verstandenen abendländischen Kultur zum Abwehrkampf gegen den Kommunismus zu sammeln.“
Diese Haltung Dehios stieß von Seiten der an der Historischen Sozialwissenschaft orientierten Historiker auf die Kritik, dass es ihm – wie letztlich der amerikanischen Politik – nicht einfach um die Verteidigung der Freiheit ging, sondern „letztlich um die recht kalt kalkulierte Konservierung und Stabilisierung einer bestimmten Wirtschafts- und Gesellschaftsordnung“, bei deren Freiheit „es sich um die Freiheit einer Minorität handelte. Es spricht manches dafür, daß diese Freiheit der wenigen auch die war, die Ludwig Dehio meinte, und daß er daher wahrscheinlich auch die heutige Kritik an den USA gar nicht verstanden hätte.“

„Kein Zweifel, Dehio, der humanistische Bildungsbürger und Kenner klassischer Baukunst, der eurozentrische Weltgeschichte mit pädagogischer Absicht schrieb, gehörte zu den großen Advokaten des gesellschaftlichen Status quo. […] Von diesem Blickwinkel her wird es nun auch verständlicher, warum er Geschichte so stark unter dem Primat der Außenpolitik sah, während er deren innenpolitische Wurzeln durch seine These von der Dämonie der Macht irrationalisierte und damit letztlich verschleierte.“

Ganz anders waren die Anfeindungen orientiert, denen Dehio von Seiten des einflussreichen Historikers Gerhard Ritter ausgesetzt war und die seit Anfang der 1950er Jahre die Vorgeschichte zur Fischer-Kontroverse bildeten. Ritter schrieb 1962 zum Auftakt des Streits mit Fritz Fischer in einer Rezension von dessen Griff nach der Weltmacht:

„Zusammenfassend läßt sich sagen, daß in diesem Werk sich zum ersten Male die ebenso glänzende wie gefährliche (weil zuletzt doch nur halbwahre) These Ludwig Dehios’ von dem ‚Hegemonialkampf‘ als Wesen beider Weltkriege in einer großen, aus den Quellen schöpfenden Darstellung ausgewirkt hat. Zugleich wird in ihm ein erster Gipfel erreicht in der politisch-historischen Modeströmung unserer Tage: in der Selbstverdunkelung deutschen Geschichtsbewußtseins.“

Zustimmung fand Dehios Werk über Gleichgewicht oder Hegemonie in einem Kommentar in der Zeit. Volker Ullrich forderte 2003 angesichts der Hegemonie der USA eine Rückbesinnung der Politik auf Klassiker wie Dehio in der Tradition Ludwig Rankes, dessen Einsichten er bei Heinrich August Winkler reflektiert fand und wandte Dehios Gleichgewichtsdenken auf die Gegenwart an: 
Dieser Hegemonialmacht, die sich von ihren eigenen Werten entfernt, müssen Grenzen gesetzt werden – und wer wäre dazu aufgrund seiner leidvollen Erfahrungen nicht eher berufen als dasalte Europa? England, die klassische Macht der balance of power, hat sich unter Tony Blair ins Schlepptau der USA begeben, aber es zeigen sich auch Ansätze, in Europa eine Gegenmacht zu bilden. Sie sollten ausgebaut werden. (...) Und sie (die Klassiker) halten eine wichtige Lehre bereit: Jeder Versuch einer Macht, die Welt zu beherrschen, ist bislang gescheitert. Auf die Hybris folgt die Nemesis.

## Schriften (Auswahl)
- Innozenz IV. und England. Ein Beitrag zur Kirchengeschichte des 13. Jahrhunderts. Göschen, Berlin/Leipzig 1914 (zugleich Diss.).
- Gleichgewicht oder Hegemonie. Betrachtungen über ein Grundproblem der neueren Staatengeschichte. Scherpe, Krefeld 1948.
- Deutschland und die Weltpolitik im 20. Jahrhundert. Oldenbourg, München 1955.
- Friedrich Wilhelm IV. von Preußen, ein Baukünstler der Romantik. Deutscher Kunstverlag, München 1961.

Der Nachlass von Ludwig Dehio ist Teil des Familienarchivs Dehio-Friedländer und wird im Hessischen Staatsarchiv Marburg  aufbewahrt.